# Ситроен Берлинго
„Ситроен Берлинго“ (Citroën Berlingo), продаван също като „Пежо Партнер“ (Peugeot Partner) е модел лекотоварен автомобил (сегмент M) на френската компания „Ситроен“, произвеждан от 1996 година в три последователни поколения.
Третото поколение на модела се продава и под марките „Пежо Рифтер“ и „Опел Комбо“.

## Ситроен Берлинго I (1996 – 2008)

### Начален вариант (1996 – 2002)
Първото поколение на модела е представено през 1996 година. Първоначално то се предлага само с бензинови двигатели, а по-късно през годината е добавен и атмосферен 1,9-литров дизел XUD9. Автомобилът е базиран на шасито на „Ситроен ZX“ и „Пежо 306“. Предното окачване е типичен макферсон, а задното е на торсиони, което спомага за комфорта и голямата товароподемност. През 1999 година към гамата двигатели се прибавя и модерният 2,0-литров HDi common rail турбодизелов двигател с мощност 90 к.с. Към оборудването в топ версиите спадат 2 въздушни възглавници, радио CD, ABS спирачна система с електронно разпределение на спирачното усилие EBD, 2 странични остъклени плъзгащи се врати, заден капак с чистачка и отопление на стъклото.
Версията VTC е с повишена проходимост – усилено и по-високо с 30 mm окачване, стоманена плоча под картера и скоростната кутия, модификации във външния вид. VTC се предлага и със задвижване 4х4 чрез два вида пълноприводни системи – едната е с автоматично задействане при нужда без намеса на водача, а другата е с 3 диференциала, като задният и средният могат да се блокират 100%. В този случай се избира между 4 режима на движение: предно предаване, постоянно 4х4, 4х4 с блокиран среден диференциал и 4х4 с блокирани среден и заден диференциал.

### Фейслифт (2002 – 2008)
През 2002 година моделът е подложен на фейслифт. Към гамата двигатели се прибавят по-малки HDi дизели – 1,6-литрови с мощност 75 к.с. и 90 к.с. През 2007 година от двигателната гама отпадат 2,0 HDi и 1,9D (XUD9), тъй като не отговарят на новите изисквания за замърсяване.
Предницата на автомобила е променена, към оборудването вече влизат 4 въздушни възглавници, опционална електронна стабилизираща програма (ESP), бордови компютър с данни за моментен и среден разход, трип компютър и управление на различните опции на автомобила. Отново се предлага версия с повишена проходимост VTC – задвижване 4х4, просвет между 210 и 290 mm, метална защита под картера, скоростите, резервоара и задния диференциал.

## Ситроен Берлинго II (2008 – 2018)
Второто поколение на модела е изцяло нова концепция. Автомобилът вече е на шасито на „Ситроен C4“ и „Пежо 308“. Ванът вече разполага с 2 до 7 заводски места, за разлика от предишните две допълнителни места в багажника. Всички версии разполагат с ABS и две въздушни възглавници, а списъкът с опции е увеличен. Пътническите версии със 7 места разполагат с три отделни седалки на втория и две отделни седалки на третия ред. Купето е удължено, предлагат се ESP, 6 въздушни възглавници, радио CD, задвижване 4x4, аларма и много други опции.
Версията VTC се предлага с 1,6 литров HDi двигател с можност 110 к.с. и отново е с традиционното услиено и повдигнато окачване, увеличен просвет от 200 – 240 mm, метална защита под картера, скоростите, резервоара и задния диференциал. Задната ос се включва при нужда посредством виско куплунг.